# La città nera
La città nera (Dark City) è un film statunitense del 1950, diretto da William Dieterle.
È stato il primo film da protagonista di Charlton Heston.

## Trama
Tre giocatori organizzano una partita a poker truccata e vincono tutto il denaro di un giovane ufficiale dell'esercito in congedo, Arthur Winant, il quale per la disperazione si toglie la vita. Il fratello di questi, Sidney Winant, uno psicopatico, si vendica uccidendo il primo dei giocatori disonesti, Barney, mentre la polizia fa il possibile per aiutare gli altri due, Augie e specialmente Danny, il solo dei tre che non era al corrente del trucco usato durante la partita a poker. Nulla però sembra frenare la sete di vendetta dell'assassino e Danny, per individuarlo e cercare di fermarlo, decide di rivolgersi alla vedova del suicida. Preso alloggio con Augie in un motel ha una violenta lite perché Augie vorrebbe incassare l'assegno che hanno vinto fraudolentemente ad Arthur. Danny si presenta alla vedova sotto falso nome, come Richard Branton, agente assicurativo, facendole credere che deve rintracciare il cognato, Sidney, per una polizza sulla vita che il marito aveva stipulato. Dopo aver rivelato alla vedova chi è in realtà, torna al motel e scopre che Augie si è impiccato. Danny, in seguito alla lite precedente, viene incolpato di omicidio ma il Capitano Garvey lo fa rilasciare, usandolo come esca per catturare Sidney, il vero colpevole. Danny si allontana e si reca a Las Vegas dove incontra un suo amico che lavora in una sala scommesse. Dopo aver vinto una notevole somma di denaro fa accreditare l'assegno alla vedova, la quale nel frattempo è venuta al corrente che il cognato è sulle tracce di Danny e lo avvisa. Danny ritorna allora nel motel dove alloggiava, deciso ad affrontare Sidney. Questi lo sorprende e tenta di strangolarlo ma l'intervento del capitano della polizia lo salva.